# آثار الشوكولاتة على الصحة
تنعكس آثَارُ الشُوكُولَاتَة عَلَى الصِحّة إلى ما هو نفسي وجسدي، حيث ينتج عن تناول الشوكولاتة الإحساس بالسعادة سواء كانت هذه الآثار مفيدة أم ضارة جسديا. فعلى سبيل المثال، قد يساعد تناول الكاكاو و‌الشوكولاتة السوداء على دعم صحتي القلب والأوعية الدموية، ولكن لم يتم إثبات ذلك بالأدلة حتى الآن. كما تُشير البحوث الأولية إلى وجود فوائد أخرى لتناول الشوكولاتة، وتشمل هذه الفوائد تقليل مخاطر الإصابة بالسرطان، والسعال و‌أمراض القلب. ويُرجِّح أحد التفسيرات أن من الفوائد الصحية المحتملة لتناول شوكولاتة «الحمية الغذائية» أنها تساعد على خفض ضغط الدم، وتحسين وظائف الأوعية الدموية وعملية الأيض، كما تساعد على تقليل تكدس الصفيحات والالتصاق.
ولكن التناول المفرط لكميات كبيرة من الأطعمة الغنية بالطاقة مثل الشوكولاتة - دون أن يقابلها زيادة في الحركة - قد يؤدي إلى ارتفاع مخاطر السمنة. وتعتبر الشوكولاتة الخام من الأنواع الغنية بزبدة الكاكاو، وهي عبارة عن الدهون المنزوعة أثناء عملية تكرير الشوكولاتة والتي يُعاد إضافتها بنسب متفاوتة أثناء عملية التصنيع. وقد يُضيف المصنِّعون دهونًا أخرى، و سكريات، بالإضافة إلى الحليب، الأمر الذي يؤدِّي إلى ارتفاع محتوى السعرات الحرارية للشوكولاتة. فلهذا يجب تحديد تناول الشوكولاتة المعتادة لمن يريد إنقاص وزنه بكمية 15 - 25 غرام في اليوم. وقد أشارت إحدى الدراسات إلى أن إذابة قطعة من الشوكولاتة في الفم قد يؤدي إلى ارتفاع في نشاط المخ و‌سرعة ضربات القلب أكثر من ذلك الذي ينتج عن التقبيل، كما أنه يدوم أربعة أضعاف المدة بعد انتهاء الفعل نفسه.

## الآثار المحتملة على الجسم

### الصداع
أكد البحث على الفئران أن زيادة تناول الشوكولاتة يُعزز من إفراز كيناز فسفاتاز (MAP) في عقدة العصب القحفي ثلاثي التوائم، وهذا بدوره يؤدي إلى خفض مستوى ببتيدات الكالسيتونين المرتبطة بالجينات (CGRP) بالإضافة إلي مواد كيميائية أخرى تسبب الالتهاب، الأمر الذي يعمل على إخفاء أعراض الصداع النصفي.

### الجهاز القلبي الوعائي (جهاز الدوران)
ويُشير بحثٌ محدود إلى أن تناول الكاكاو أو الشوكولاتة السوداء قد يُحدِث أثارًا معينة على صحة الإنسان. ففي أنابيب الاختبار، يملك الكاكاو نشاطًا مضادا للتأكسد، وهو أثرٌ لم يتم إثباته في جسم الإنسان. وقد تؤثر فينولات الشوكولاتة على الشرايين، وقد تمنع أيضًا أكسدة الدهون، ولكن هذا البحث لم يتم إثباته بشكلٍ كافٍ.
وقد لاحظت بعض الدراسات أن تناول الشوكولاتة الداكنة بشكلٍ يومي يؤدي إلى: انخفاض طفيف في ضغط الدم، وحدوث تمدد للأوعية الدموية نتيجة زيادة جريان الدم. كما اتّضح أن تناول شوكولاتة الحليب، أو الشوكولاتة البيضاء، أو حتى شرب حليب مشبع بالدهون مع الشوكولاتة السوداء يتنافى إلى حدٍ كبير مع الفائدة الصحية. كما أن معالجة مسحوق الكاكاو (الشوكولاتة على الطريقة الهولندية) عن طريق إضافة القلويات إليه قد يُقلِّل من خواص مضادات الأكسدة بالمقارنة مع مسحوق الكاكاو الخام.
وتأتي ثُلثٌ الدهون التي تحتوي عليها الشوكولاتة من حمض الزيتيك وهو أحد الدهون الأحـادية غير المشبعة، ويأتي ثُلثٌ آخر من حمض الشمع وهو حمض دسم مشبع، بينما يأتي الثُلث الأخير من حمض النخليك وهو أيضًا حمض دسم مشبع. ومع ذلك، على عكس بقية الأحماض الدسمة المشبعة، لا يقوم حمض الشمع برفع مستويات البروتين الدهني منخفض الكثافة الخاص بالكولسترول في مجرى الدم؛ ويُعدّ تأثيره محايدًا على الكولسترول. ويمكن أن يتحول حمض الشمع إلى حمض الزيتيك في الكبد. ولم يتم إجراء دراسات كافية حول آثار تناول كميات كبيرة نسبيًا من الشوكولاتة السوداء، والكاكاو للتأكد من تغيّر مستويات مصل البروتين الدهني منخفض الكثافة (LDL) الخاص بالكولسترول من عدمه. وفي واحدة من الدراسات، تم الربط بين تناول كميات صغيرة ولكن منتظمة من الشوكولاتة السوداء وبين تقليل خطر الإصابة نوبات القلب.
وأظهرت دراسة ثانية أن تناول الشوكولاتة على المدى الطويل يؤدي إلى ارتفاع في مستوى كولسترول البروتين الدهني المرتفع الكثافة بنسبة 11% والتي اتّضح أن إضافة بوليفينولات الكاكاو (الفينولات المتعددة للكاكاو) يعمل على تعزيزها.
كما وجدت دراسة أخرى أن الأشخاص الناجين من الأزمات القلبية والذين يتناولون الشوكولاتة بمعدل مرتين إلى ثلاث مرات في الأسبوع قد قللوا من خطر تعرضهم للوفاة بمعدل يصل إلى ثلاثة أضعاف مقارنةً بهؤلاء الذين لا يتناولون الشوكولاتة أو أي نوعٍ آخر من الحلوى.
وفي دراسة سويسرية تم إعطاء مجموعة تتكون من عشرين مُدخنًا أربعين جرامًا من الشوكولاتة. وبعد ساعتين من تناولهم الشوكولاتة، أظهرت الموجات فوق الصوتية أن تناولهم الشوكولاتة السوداء، مع الكاكاو بنسبة لا تقل عن 74% قد أدى إلى تحسين جريان الدم في أجسامهم بشكلٍ كبير. علاوة على ذلك، أظهرت اختبارات أخرى أن مخاطر التعرض لأمراض الدم وانسداد الأوعية الدموية قد تضاءلت إلى نصف حجم الخطورة الأولية.

### منشطات جنسية طبيعية
في الثقافة الرومانسية عادةً ما يتم اعتبار الشوكولاتة واحدةً من المنشطات الجنسية الطبيعية التي تثير الشهوة الجنسية. وغالبًا ما يتم الربط بين الصفات المشهورة للشوكولاتة كمنشط جنسي وبين الإحساس البسيط بالمتعة الحسية الذي يتولد عن تناولها. وعلى الرغم من عدم وجود دليل قوي يثبت أن الشوكولاتة تعمل بالفعل كمنشطٍ جنسي، إلا أن إهداء الشوكولاتة يعتبر طقسًا متعارفًا عليه في التودد للجنس الآخر. ويوضح أحد الأبحاث التي تناولت النشاط النفسي الذي تولده الشوكولاتة أن ميثيل زانتين، وهو مادة حيوية نشطة توجد في الشوكولاتة، يتنافس مع الأدينوزين، وهو مثبط قبل المشبكي، ويخدر مستقبله. هذا التخدير لمستقبل الأدينوزين قد يؤدي إلى إثارة الشهوة الجنسية. وقد انخفض ضغط دم المشاركين، وقد أظهروا وجود تحسينات في حساسية الأنسولين، مما يعني أنهم أكثر قدرة على حرق الجلوكوز.

### زيادة الوزن
ويتخوف خبراء التغذية من أن التناول المفرط للشوكولاتة السوداء قد يؤدي إلى زيادة الوزن ومن ثمّ السِمنة، والتي تعتبر العامل الأساسي المسبب للعديد من الأمراض، ومنها أمراض القلب والأوعية الدموية. وبذلك يعتبر من يتناول كميات كبيرة من الشوكولاتة السوداء في محاولةٍ لتفادي الإصابة بأمراض القلب والأوعية الدموية «كمن يستجير بالرمضاء من النار».

### حب الشباب
انتشر بين الناس اعتقاد أن تناول الشوكولاتة يتسبب في ظهور حب الشباب. ولكن لم يتم دعم هذا الاعتقاد بالأدلة العلمية. والعديد من الدراسات لا تُؤيّد فكرة أن الشوكولاتة هي السبب الأساسي وراء ظهور حب الشباب؛ بل يرجع السبب إلى تناول أطعمة معينة ذات طبيعة جلايسيمية عالية مثل: السكر، وشراب الذرة، وكربوهيدرات بسيطة أخرى. فالشوكولاتة في نفسها تحتوي على مؤشر جلايسيمي منخفض. ولا يمكن أيضًا استبعاد الأسباب الغذائية الأخرى التي قد تتسبب في ظهور حب الشباب، لذلك لا بد من إجراء بحوث دقيقة بصدد هذا الأمر.

### المنشطات

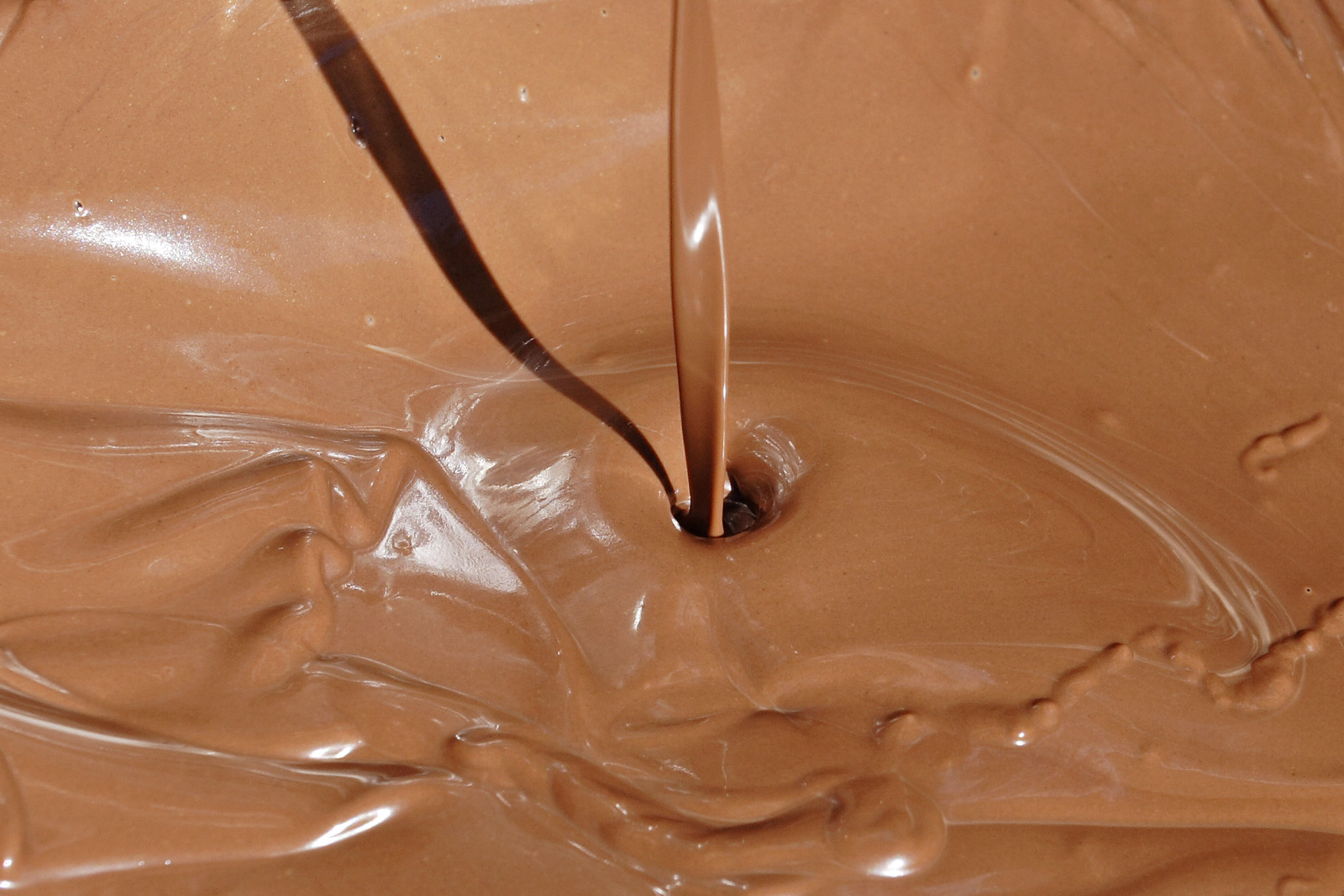
شوكولاتة ذائبة

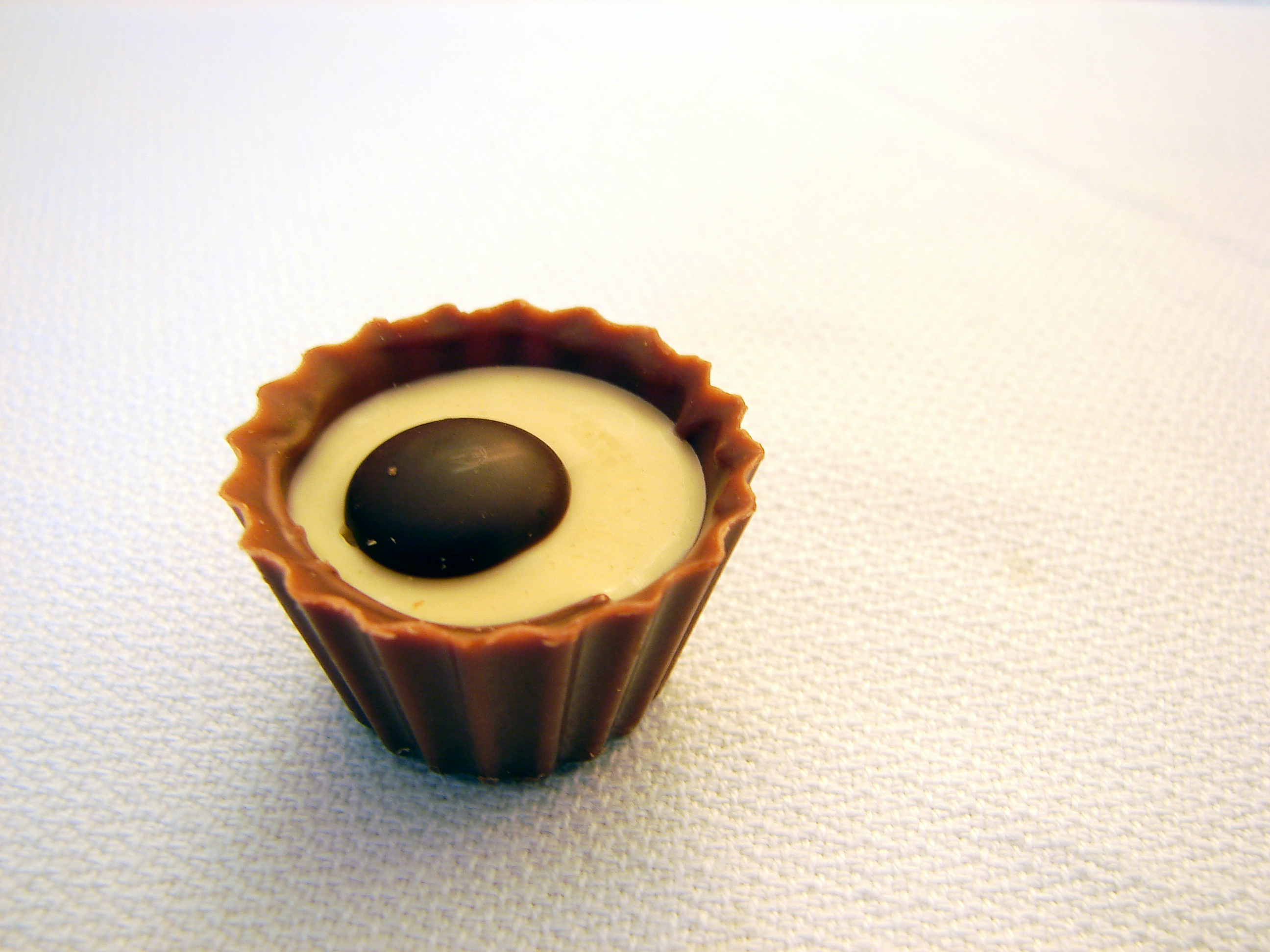
حلوى الشوكولاتة

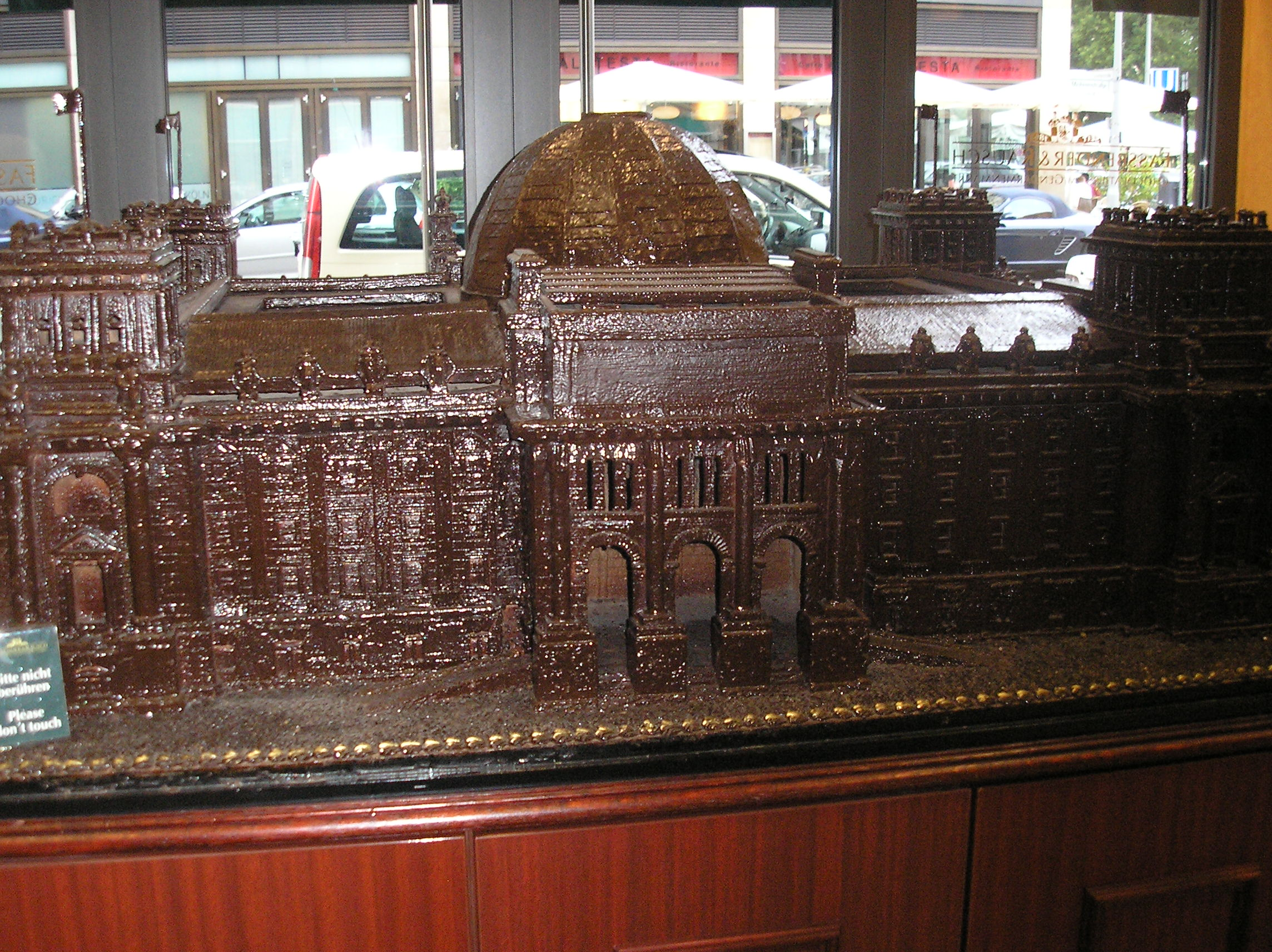
ماكيتالرايخستاغ مصنوع من الشوكولاتة بأحد المحلات ببرلين

تحتوي الشوكولاتة على مواد عدة، قد يؤثر بعضها على كيمياء الجسم. وتشمل هذه المواد:
- الأرجنين
- الكافيين ويوجد بكميات صغيرة[29][30][31][32][33]
- ميثيل زانتين (مثل؛ الثيوبرومين، والكافيين، والثيوفيلين)
- أكسيداز أحادي الأمين
- حمض الأوكساليك
- الفينيثيلامين, وهو تنشؤ داخلي شبه قلوي، وأحيانًا يتم وصفه «بعقار الحب»،[34] كما أنه يُحرَق في فترة وجيزة بفعل أكسيداز أحادي الأمين-ب ولا يصل إلى المخ بكميات كبيرة.
- فينيل ألانين
- السكر[35]
- الثيوبرومين وهو شبه القلوي الأساسي الموجود في مسحوق الكاكاو والشوكولاتة[29] وهو المسئول جزئيًا عن التأثير الذي تحدثه الشوكولاتة في تعديل الحالة المزاجية.
- الثيوفيلين
- التريبتوفان، وهو حمض أميني هام ويسبق السيروتونين.

كما أن الشوكلاتة تزيد كمية النواقل العصبية في الدماغ؛ الدوبامين والأناداميد والسرتونين بسبب الطعم الحلو عند تذوقها.
قد تعتبر الشوكولاتة منشطا خفيفًا للبشر ويرجع ذلك أساسًا إلى وجود الفنيثيلامين الثيوبرومين بها. ولكنها تعتبر منشطًا قويًا بالنسبة للأحصنة ويُحظَر استعمالها في سباقات الخيل.
وتحتوي الشوكولاتة البيضاء على كميات قليلة فقط من الكافيين والثيوبرومين الموجود في الشوكولاتة العادية، وهذا لأن هذه المواد توجد في مسحوق الكاكاو وليس في زبدة الكاكاو التي تُصنع منها الشوكولاتة البيضاء.

### أبحاث أخرى
أوضحت دراسة تمهيدية أن تناول شوكولاتة الحليب قليلة الدسم بعد ممارسة التمارين الرياضية يقوم بإنعاش العضلات بنسبة مماثلة، أو حتى بنسبةٍ أفضل، مقارنةً بالإنعاش المعتمد على الكربوهيدرات العالية عند تناول مشروبات تحتوي على نفس الكمية من السعرات الحرارية.

## مُحتوى الرصاص
قد يؤدي تناول الشوكولاتة إلى التسبب في تسمم بالرصاص غير مؤذٍ؛ فقد أوضحت بعض الدراسات أن الرصاص قد يتحد مع قشرة حبوب الكاكاو وأن التلوث قد يحدث أثناء عملية التصنيع. ففي دراسةٍ أجرتها وزارة الزراعة الأمريكية لعام 2004، تراوحت معدلات متوسط مستويات الرصاص في العينات المختبرة ما بين 0.0010 إلى 0.0965 ميكروغرام رصاص لكل جرام من الشوكولاتة، بينما أظهرت دراسة أخرى قام بها فريق بحث سويسري عام 2002 أن بعض أنواع الشوكولاتة تحتوي على معدلات رصاص تصل إلى 0.769 ميكروغرام لكل جرام من الشوكولاتة، وهو رقم قريب من الحد الأقصى للرصاص في مسحوق الكاكاو أو حبوبه وفقًا للمعايير الدولية (الطوعية) وهي 1 ميكروغرام من الرصاص لكل جرام من الشوكولاتة وفي عام 2006، قامت إدارة الأغذية والأدوية بتقليل خُمس كمية الرصاص المسموح بها في الحلوى، ولكن يبقى التطبيق في نهاية الأمر اختياريًا. وبينما تكشف الدراسات أن الرصاص الموجود في الشوكولاتة قد لا يتم امتصاصه بشكلٍ كامل في جسم الإنسان، إلا أنه لا يوجد حد أدنى معروف لمدى تأثير هذا الرصاص على وظائف مخ الأطفال، فقد تتسبب كميات صغيرة من الرصاص في الإصابة بعجزٍ دائم في النمو العصبي، بما في ذلك ضعف معدل الذكاء.

## مُحتوى البوليفينُول
تحتوي الشوكولاتة على بوليفينولات، خاصة الفلافانولات(flavan-3-ol) (الكاتيكين) و‌الفلافونويد، وتخضع كل هذه المكونات حاليًا لدراسات تقيس مدى تأثيرهم على الجسم. ويوضح الجدول التالي المحتوى الفينولي والفلافونويدي لثلاثة أنواع من الشوكولاتة.[بحاجة لمصدر]
| نوع الشوكولاتة     | مجموع الفينولات (ملغم/100جم) | الفلافونويدات (ملغم/100جم) |
| ------------------ | ---------------------------- | -------------------------- |
| الشوكولاتة السوداء | 579                          | 28                         |
| شوكولاتة الحليب    | 160                          | 13                         |
| الشوكولاتة البيضاء | 126                          | 8                          |

## السُمّية المُحتمَلة في الحيوانات
في حالة توفر كمياتٍ كافية، يُعد الثيوبرومين الموجود في الشوكولاتة ساما لحيوانات مثل الخيول، والكلاب، والببغاوات، والقوارض الصغيرة، والقطط وذلك لأن هذه الحيوانات لا تقدر على القيام بعملية التمثيل الغذائي لهذه المادة بشكلٍ فعال. ففي حالة إطعام الشوكولاتة للحيوانات، قد تبقى مادة الثيوبرومين في دورتهم الدموية لمدة تصل إلى 20 ساعة، الأمر الذي قد يتسبب في حدوث نوبات صرع، و‌نوبات قلبية، و‌نزيف داخلي، وفي النهاية يؤدي إلى الوفاة. وتتضمن المعالجة الطبية التي يقوم بها الطبيب البيطري المساعدة على التقيؤ خلال ساعتين من اِبْتِلاع وإعطاء البِنزوديازيبينات أو الباربيتوراتات لعلاج النوبات، و‌مضادات اضطراب النظم لعلاج عدم انتظام ضربات القلب و‌إدرار البول.
فقد يعاني كلب طبيعي يزن 20-كيلوغرام (44 رطل) من ألمٍ معوي حاد بعد تناوله لأقل من 240 غرام (8.5 أونصة) من الشوكولاتة السوداء، ولكن لن يعاني بالضرورة من بطء القلب أو تسارع نبضات القلب إلا إذا تناول نصف كيلو جرام (1,1 رطل) على الأقل من شوكولاتة الحليب. ويرجع هذا إلى احتواء الشوكولاتة السوداء على ضعفي إلى خمسة أضعاف كمية الثيوبرومين الموجودة في شوكولاتة الحليب؛ ولذلك فهي تعتبر أكثر خطورة على الكلاب. ووفقًا لدليل ميرك للبياطرة (Merck Vetrinary Manual), فإن كمية تقارب 1.3 جرام من شوكولاتة الخبز لكل كيلوغرام من جسم الكلب (0.02 أوقية / رطل) يمكن أن تتسبب في ظهور أعراض التسمم. على سبيل المثال، قد يكفي لوح شوكولاتة الخبز الذي يزن 25 جرامًا (0.88 أونصة) لظهور الأعراض على كلب يزن 20 كيلوغرامًا (44 رطل). وبطبيعة الحال، فإن إقبال الكلاب على شوكولاتة الخبز محدود عادةً بسبب طعمها غير اللذيذ، ولكن يمكن استنباط حالات تسمم الكلاب الناجمة عن تناول الشوكولاتة السوداء استنادًا إلى هذا المثال. فعند توفر الفرصة، تميل الكلاب إلى تناول كميات كبيرة من الشوكولاتة تصل إلى مستويات السمية، لأنها تحب طعم منتجات الشوكولاتة ولديها القدرة على إيجاد وتناول كميات أكبر بكثير من الوجبات التقليدية للإنسان. وهناك تقارير توضح أن النشارة المصنوعة من قشرة حبوب الكاكاو تشكل خطرًا على حياة الكلاب والماشية.